# Termination Bliss
Termination Bliss — второй студийный альбом шведской индастриал-метал-группы Deathstars, выпущенный в 2006 году. Альбом занял 87-ю позицию в немецких чартах.

## Список композиций
1. «Tongues» — 3:45
2. «Blitzkrieg Boom» — 4:04
3. «Motherzone» — 4:06
4. «Cyanide» — 3:55
5. «The Greatest Fight on Earth» — 3:53
6. «Play God» — 4:09
7. «Trinity Fields» — 4:22
8. «The Last Ammunition» — 4:07
9. «Virtue to Vice» — 3:42
10. «Death in Vogue» — 4:15
11. «Termination Bliss» — 3:43

Дополнительные композиции
1. «Termination Bliss (Piano Remix)» — 3:12
2. «Blitzkrieg (Driven on Remix)» — 5:19

## Участники записи
- «Whiplasher Bernadotte» — вокал
- «Nightmare Industries» — гитара, клавишные, электроника
- «Skinny Disco» — бас-гитара и бэк-вокал
- «Bone W Machine» — ударные
- «Ann Ekberg» — женский бэк-вокал в композициях Tongues и The Greatest Fight On Earth
- «Cat Casino» — гитара

Выпуск
- Выпущено Nightmare Industries.
- Записано Nightmare Industries И Skinny на студии BlackSyndicate Studios в Стокгольме.
- Миксовали Stefan Glaumann на студии ToyTown в Стокгольме.
- Мастеринг проводил Håkan Åkesson на Cutting Room в Стокгольме.